# Klepetosnedke
Klepetosnedke je pesniška zbirka Bine Štampe Žmavc; ilustriral in opremil jo je Marjan Manček. Izšla je leta 1996 v zbirki Obzorja.

## Vsebina
Klepetava pesnica riše z besedo, ker s kredo ne zna (Rišem z besedo, ne s kredo), da bi tako premagala dolgočasni molk, odsotnost besed; molk, ki ga mora pesnica napackati z barvo glasov, ni isto kot tišina, ki zveni. V barvi besed je vzpostavljen svet, prikažejo se nove podobe (vsakdana) prave poezije, katere glavna značilnost in temeljno oblikovalsko načelo je: v čudenju in začudenju upesniti življenje ter videti navadno kot nenavadno, naivno kot vredno, pomembno in modro. S to posebno avtoričino perspektivo se svet odraslih srečuje z otroštvom, in sicer brez slehernega moraliziranja, pač pa z obnavljanjem tiste posebne naravnanosti do otroštva, ki jo sodobna kritika in literarna interpretacija, kadar se loteva mladinske poezije, označujeta kot oživljanje otroškosti v odraslem ter vživljanje v otrokovo domišljijo in čustveno-miselno doživljanje stvarnosti.

## Teme pesmic
Pesnica je v zbirki pred bralcem razprostrla paleto tem, ki so v dvogovorni mladinski poeziji stalne:
- tema poetizirane narave oz. povezanost podobe iz narave in opazujočega lirskega subjekta je tema besedil, ki bi jih lahko označevali kot pesmi zrenja, 'očesa'. To so Sinjemodro na svetlozelenem, Šopek, Cvetlični škrat (zanimiva povezava poetizirane podobe narave in fantastike) in Mavrica (ubeseditev doživljanja mavrice je slovenski mladinski poeziji pogosta).  Pesem o naravi Pomladnica ima središčno besedo 'čudežno' in metaforo 'vsak dan več zelenih brstov pleše sončni menuet'. Pesem se zaključi s 'sončno čarovnijo' – sonce se tudi v Klepetosnedkah razliva čez vso pesniško pokrajino zbirke - v naravi ali v otoški igri. Subjekt, potopljen v doživljanje narave, je po svoji doživljajski naravnanosti blizu otroku, zato je razumljivo, da nekatera besedila poleg narave tematizirajo tudi otrokovo igro (npr. Maja v snegu);
- tema »človeškosti« živali - besedila, ki hkrati z motivi živali razkrivajo njihovo nenavadno vzporednost s človeškim doživljanjem in čustvovanjem, so Jasminova modrost, Sončna rima, Nespodobno udobno, Mucasta pesem, Muce in svet, Poletni balkon in  O čem sanjajo muce. Živali imajo seveda prikrite vrednostne oz. etične razsežnosti: živalski svet je nenavaden, lep, vreden in pomemben. Taka naravnanost je seveda posledica posebne odprtosti do vseh bitij in odsotnosti vzvišenega podeljevanja običajnih vlog glede na koristnost človeku;
- teme otroka, njegove igre in ustvarjalnosti ter družine: Maja riše, Maja in božično drevesce, Popoldne ob čaju (družinski popoldan s teto Klementino), Ah, dojenčki!, Ime ji je Kaja, Oblak na očeh, Vrba las, Odsotnost, Maja šteje, Velike in male noge. Tudi v teh besedilih ni nikakršne otročje posladkanosti ali odrasle pokroviteljskosti – vsebino pesmi tvorijo motivi otroka pri igri in v družini, teme otroške jeze in zasanjanosti, ustvarjalnosti in nagajivosti;
- pesmi o prijateljstvu oz. ljubezni: Oblak želja, Bližina in Priznanje. V teh besedilih Gaj za Majo kot pravi vitez sklati z neba oblak, za Nino in Jana je svet v rožnati dvojini, Maja pa, kot prava princesa, nujno potrebuje ob sebi princa.

## Predstavitev likov
Glavna lika iz Klepetosnedk, Maja in Gaj, sta predstavnika otrok in sta živa, razposajena ter zvedava; svet je njun, da ga ulovita (kot Maja snežinke) ali preštejeta po pravilih pravljične matematike (Maja riše). Njuna prisotnost ni v vseh pesmicah, sta dejavna, kjer koli se pojavita. V pesmih so omenjeni tudi njuni starši, teta Klementina, ki ji ne gre iz spomina, kako je Maja dobila prvi zobek ... Pojavijo se še drugi, in sicer Kaja, Jan, Gea, Matejka in Andrejka.

## Jezik
Pesnica ob ljubezenski mladinski tematiki ne pozabi na jezikovno igro. Jezikovno najbolj inovativne so vsekakor izštevanke (Mačje mišja izštevanka, Strašljiva izštevanka) in nenavadne besedne zveze, npr. 'obelodaniti v dan', 'voziti violino', 'vaditi limuzino' …)